# 카스텔루브랑쿠 치즈
카스텔루브랑쿠 치즈(포르투갈어: queijo de Castelo Branco 케이주 드 카스텔루 브랑쿠[*])는 포르투갈의 카스텔루브랑쿠 지역에서 생산되는 치즈이다. 양젖 또는 염소젖으로 만든다. 1996년 6월 21일부터 유럽 연합의 원산지 명칭 보호(PDO)를 받고 있다.